# Cymothoe anitorgis
Cymothoe anitorgis là một loài bướm ngày thuộc họ Nymphalidae. Nó được tìm thấy ở Tây Phi. Môi trường sống của nó là rừng.